# Donje Ogorje
Donje Ogorje falu Muć községben Horvátországban Split-Dalmácia megyében.

## Fekvése
Split központjától légvonalban 26, közúton 45 km-re északra, községközpontjától légvonalban 6, közúton 11 km-re északnyugatra, a Dalmát Zagora központi részén, a Moseć- és a Svilaja-hegység között fekszik.

## Története
A középkorban területe a zminai plébániához tartozott. A régi Zmina (Smina) elnevezés már 1078. április 16-án feltűnik – akkor még várként – Zvonimir király egyik oklevelében. Zmina vára a tizenegy ősi horvát zsupánság egyikének székhelye volt. 1185-ben a spliti püspöki szinóduson Zmina a spliti érsekséghez tartozó legfontosabb plébániák között jelenik meg. A vidék ura a Nepilić család a mai Viseć területén, a Vrba-patak feletti magaslatra felépíttette Brečevo várát. Az erős várat I. Lajos magyar király 1345-ben sikertelenül próbálta meg elvenni a családtól. A királyi hadakat Miklós szlavón bán és Kotromanić István bosnyák bán vezette. A Knin várában zajlott béketárgyalások eredményeképpen azonban végül a Nepilićek kezén maradt. Éppen a vár Nepilićek általi  védelmével kapcsolatban történik 1378-ban Ogorje első írásos említése. Amikor Klissza és Neorić várainak  eleste után 1537-ben a Zagora ténylegesen is török uralom alá került a Zminai mező a horvát vijaleten belül külön náhijét képezett. A megmaradt hívek lelki gondozását a visovaci ferences atyák látták el. Feltételezhető, hogy a török uralom idejében a zminai plébánia határai ugyanazok voltak, mint amelyeket a 17. századból is ismerünk, amikor a plébániához tartozó falvak között Ogorjét és Szent György templomát is megemlítik. A térség 1685 körül szabadult fel a török uralom alól. Ezt követően a rámai ferencesek által hozott, Boszniából és Hercegovinából érkezett katolikusokkal telepítették be. Az akkor még Trogirhoz tartozó Ogorje 1693-ban a sinji ferencesek gondozásába került. Ogorje régi Szent György plébániatemploma röviddel a török uralom alóli felszabadulás után épült a régi, romos templom helyén. Fennmaradt az 1757-es egyházlátogatás irata, mely szerint hosszúkás, lapozott és lapokkal fedett épület volt. Kapuzatánál fedett előtér volt és a misét ez alatt mondták, hogy azon minél több hívő részt vehessen. Harangtornyában egy harang volt. Szűz Máriának szentelt oltárán már nem állt kép és az Ante Burmaz által épített Szent Antal oltár képe is megfakult. A templomnak volt egy ezüst keresztje és sok ezüst ajándéktárgy is volt a templomban. A 18. században az ogorjei plébánia Ogorje, Bračević, Milešinu, Pribude, Radunić, Crivac, Ramljane és Postinje településeket foglalta magába. 1797-ben a Velencei Köztársaság megszűnésével a település a Habsburg Birodalom része lett. 1806-ban Napóleon csapatai foglalták el és 1813-ig francia uralom alatt állt. Napóleon bukása után ismét Habsburg uralom következett, mely az első világháború végéig tartott. Annak ellenére a ferencesek mindvégig törekedtek a plébánia egységének megőrzésére, 1882-ben az mégis kettészakadt. Ogorjénál maradtak Ogorje Donje és Gornje, Milešina Mala, Radunić és Topići településeket, míg a többiek az újonnan alapított zlopoljei plébániához csatlakoztak. A falunak 1857-ben 361, 1910-ben 472 lakosa volt. Az I. világháború után rövid ideig az Olasz Királyság, ezután a Szerb-Horvát-Szlovén Királyság, majd Jugoszlávia része lett. A második világháború idején olasz csapatok szállták meg. A háború után a település a szocialista Jugoszlávia része lett. 1991-től a független Horvátországhoz tartozik. Lakossága 2011-ben 116 fő volt akik az ogorjei plébániához tartoztak.

## Lakosság
| Lakosság változása | Lakosság változása | Lakosság változása | Lakosság változása | Lakosság változása | Lakosság változása | Lakosság változása | Lakosság változása | Lakosság változása | Lakosság változása | Lakosság változása | Lakosság változása | Lakosság változása | Lakosság változása | Lakosság változása | Lakosság változása |
| ------------------ | ------------------ | ------------------ | ------------------ | ------------------ | ------------------ | ------------------ | ------------------ | ------------------ | ------------------ | ------------------ | ------------------ | ------------------ | ------------------ | ------------------ | ------------------ |
| 1857               | 1869               | 1880               | 1890               | 1900               | 1910               | 1921               | 1931               | 1948               | 1953               | 1961               | 1971               | 1981               | 1991               | 2001               | 2011               |
| 361                | 502                | 328                | 362                | 423                | 472                | 472                | 544                | 472                | 475                | 404                | 323                | 240                | 154                | 114                | 116                |

## Nevezetességei
Szent György vértanú tiszteletére szentelt plébániatemploma 1855-ben épült, Gornje Ogorjén a Donje Ogorjéra vezető út mellett áll. Kőből építették neoromán stílusban. Négyszög alaprajzú épület, nagyméretű apszissal. Az apszisban áll a főoltár, mögötte a sekrestyével. Ívelt bejáratát felül tympanon díszíti, felette négyágú rózsaablak látható. Az oromzatán álló harangtoronyban három harang található. Az oldalfalakon két nagyméretű ablak, közöttük pedig trifórium látható. Az egyházi építészetben szokatlan módon az apszison is volt egy bejárat, melyet az 1960-as években elfalaztak. A főoltárt a tabernákulummal 1898-ban tarka márványból építették. Egy 18. századi ezüst velencei körmeneti kereszt látható rajta. A hajóban álló márvány mellékoltáron egy Szűzanya kép és egy Szűz Máriát a gyermek Jézussal ábrázoló szobor található. A másik oldalon áll a Szent Antal tiszteletére szentelt márvány mellékoltár. A templomnak volt egy súlyosan sérült Szent György szobra is, amelyet ma a sinji ferences kolostorban őriznek. Az épületet utoljára 1978-ban újították fel teljesen. A templomot temető övezi.